# Liste der Wappen im Kreis Ostholstein
Diese Liste der Wappen im Kreis Ostholstein zeigt die Wappen des Kreises Ostholstein (Schleswig-Holstein) mit seinen Städten, Gemeinden und Ämtern.

## Kreiswappen

Karte Ostholstein, Schleswig-Holstein
Kreiswappen Ostholstein[1]

## Amtsfreie Städte und Gemeinden

Ahrensbök[2]
Bad Schwartau[3], Stadt
Dahme[4]
Eutin[5], Stadt
Fehmarn[6], Stadt
Grömitz[7]
Grube[8]
Heiligenhafen[9], Stadt
Kellenhusen (Ostsee)[10]
Malente[11]
Neustadt in Holstein[12], Stadt
Oldenburg in Holstein[13], Stadt
Ratekau[14]
Scharbeutz[15]
Stockelsdorf[16]
Süsel[17]
Timmendorfer Strand[18]

## Ämter

### Amt Lensahn

Beschendorf
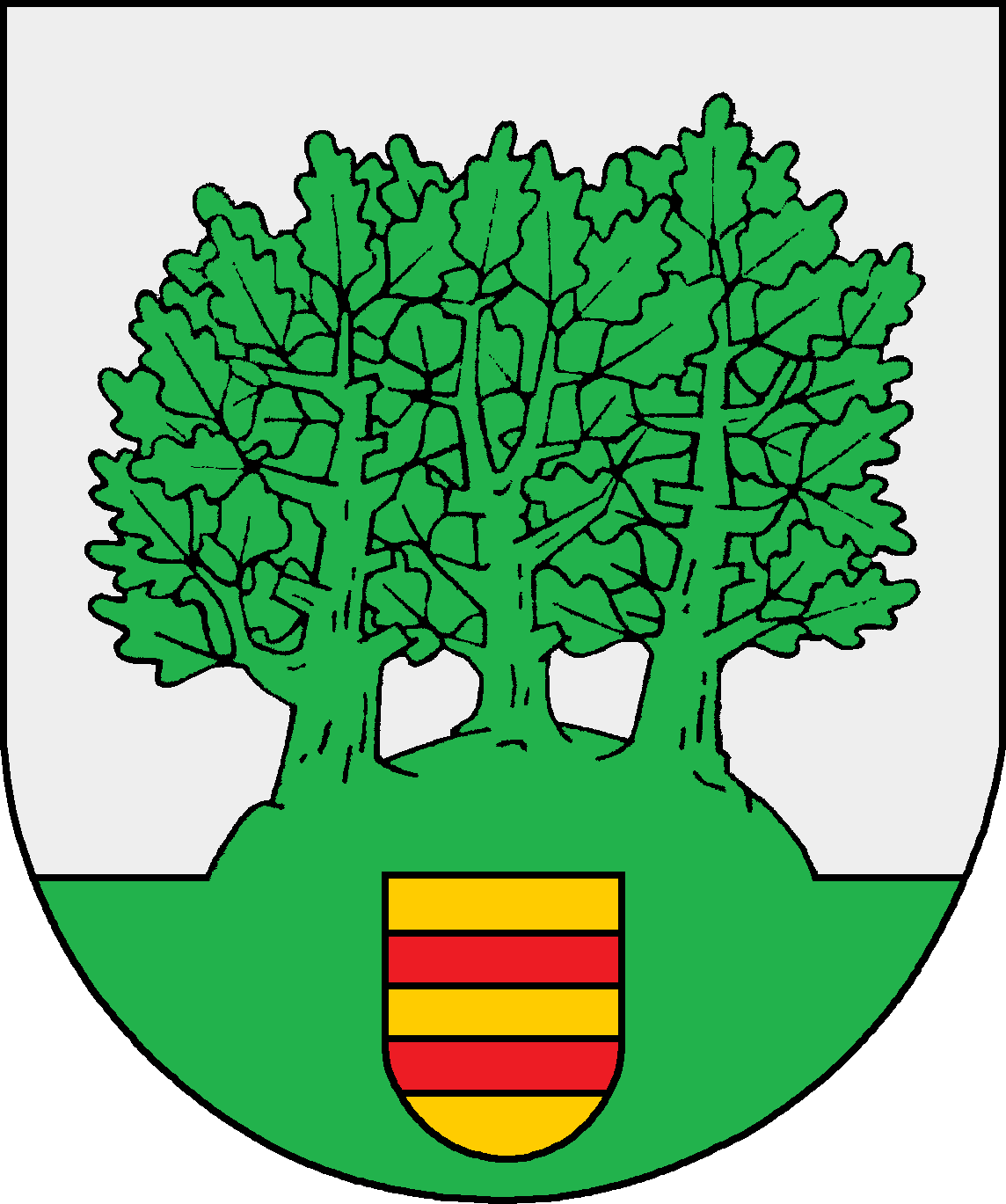
Damlos
Harmsdorf
Kabelhorst
Lensahn
Manhagen
Riepsdorf

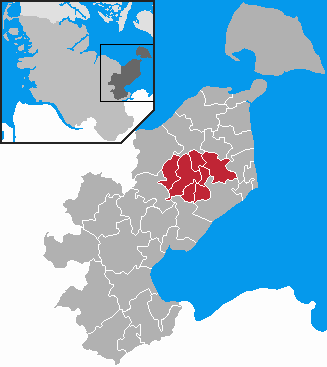
Lage des Amtes
Wappen Amt Lensahn[19]

- Beschendorf[20]
- Damlos[21]
- Harmsdorf[22]
- Kabelhorst[23]
- Lensahn[24]
- Manhagen[25]
- Riepsdorf[26]

### Amt Oldenburg-Land

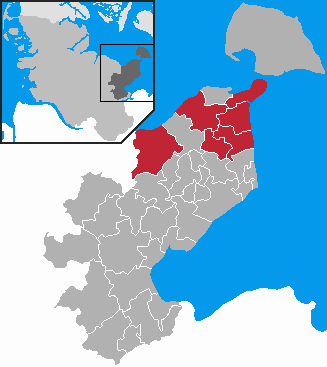
Lage des Amtes
Das Amt führt kein Wappen

Göhl
Gremersdorf
Großenbrode
Heringsdorf
Neukirchen
Wangels

- Göhl[27]
- Gremersdorf[28]
- Großenbrode[29]
- Heringsdorf[30]
- Neukirchen[31]
- Wangels[32]

### Amt Ostholstein-Mitte

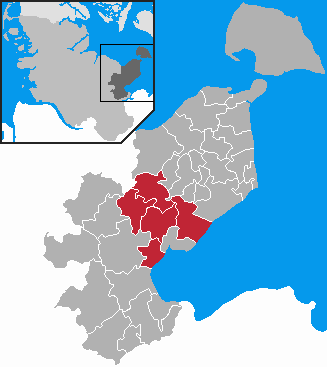
Lage des Amtes
Wappen Amt Ostholstein-Mitte[33]

Altenkrempe[34]
Kasseedorf[35]
Schashagen[36]
Schönwalde am Bungsberg[37]
Sierksdorf[38]

## Gemeinden in kreisfremden Ämtern

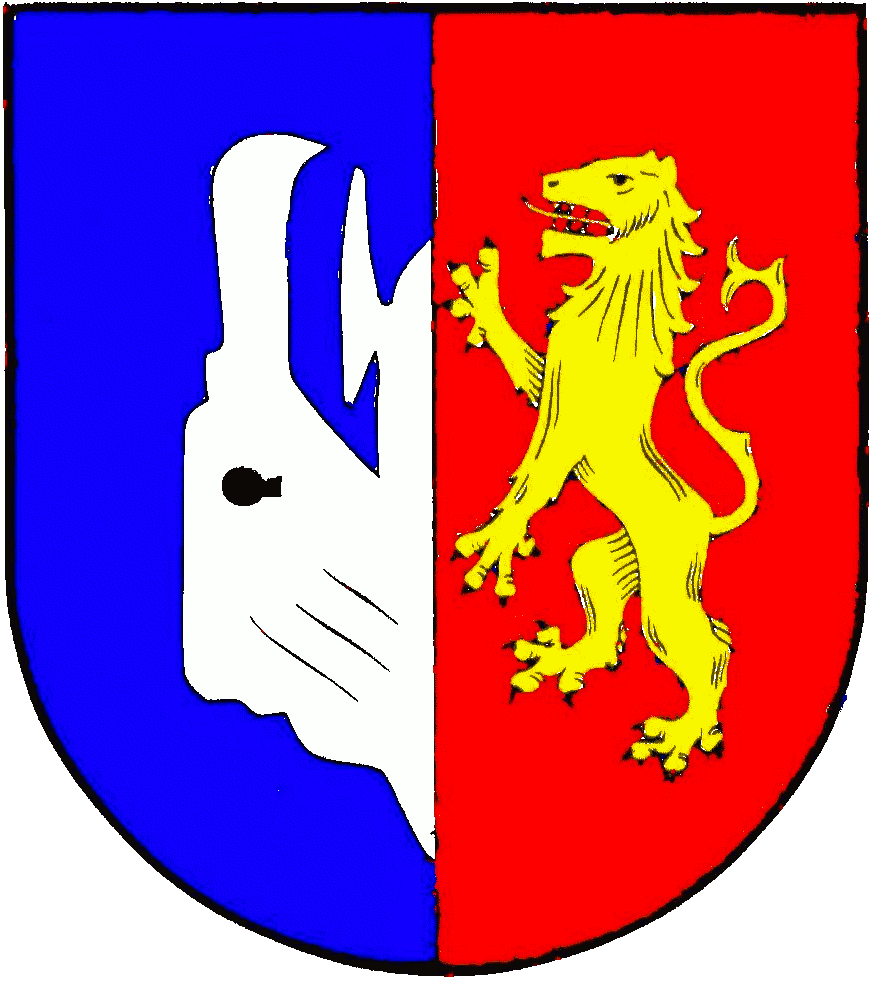
Bosau

- Bosau[39]

## Ehemalige Ämter

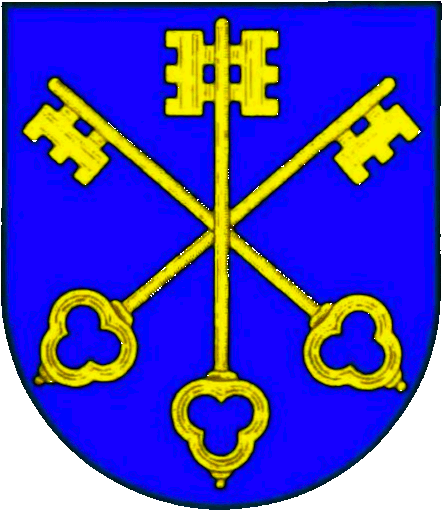
Amt Neustadt-Land

## Ehemalige Städte und Gemeinden
Das Wappen der ehemaligen Stadt Burg auf Fehmarn wird von der Stadt Fehmarn weitergeführt.

## Blasonierungen
1. ↑  Kreis Ostholstein: „In Blau ein wachsender, silberner zweistöckiger Turm, das untere Stockwerk gemauert, mit rundbogiger Toröffnung und mit Zinnen, das obere glatt, zurückspringend und mit beiderseits ausladenden Zinnen; darüber ein goldenes, gleichschenkliges und geradarmiges Tatzenkreuz, oben besteckt mit einer silbernen, oben und unten von silbernen Perlen eingefassten Bischofsmütze mit goldenen fliegenden Bändern.“ (Kommunale Wappenrolle Schleswig-Holstein)
2. ↑  Ahrensbök: „In Silber eine bewurzelte grüne Buche, belegt mit einem goldenen Schild, darin ein abgerissener, rotbewehrter schwarzer Adlerkopf.“ (Kommunale Wappenrolle Schleswig-Holstein)
3. ↑  Bad Schwartau: „Gespalten und halbgeteilt. Rechts in Silber ein schwarzer Schrägrechtswellenbalken, links oben in Blau ein goldenes, an den verdickten Enden einfach gekerbtes Steckkreuz, links unten in Gold zwei rote Balken.“ (Kommunale Wappenrolle Schleswig-Holstein)
4. ↑  Dahme: „Über blau-silbernen Wellen wachsend in Gold der rote ältere und der rot-silbern-rote jüngere Leuchtturm der Gemeinde nebeneinander.“ (Kommunale Wappenrolle Schleswig-Holstein)
5. ↑  Eutin: „In Blau ein goldenes Balkenkreuz, der Stamm oben und unten besteckt mit einer goldenen Lilie, der Querarm beidseitig mit einer achtblättrigen goldenen Rose; in den Winkeln die goldenen Großbuchstaben VTIN.“ (Kommunale Wappenrolle Schleswig-Holstein)
6. ↑  Fehmarn: „In Silber über abwechselnd silbernen und blauen Wellen eine freistehende rote Burg aus Ziegelsteinen mit Zinnenmauer, geschlossenem goldenen Tor und zwei blau bedachten, mit je zwei rundbogigen Fenstern versehenen Zinnentürmen, zwischen denen der rote holsteinische Schild mit dem silbernen Nesselblatt schwebt.“ (Kommunale Wappenrolle Schleswig-Holstein)
7. ↑  Grömitz: „Gespalten. Vorn in Rot ein halbes silbernes Nesselblatt, hinten in Silber ein halber schwarzer Adler am Spalt mit goldener Bewehrung und goldenem Nimbus.“ (Kommunale Wappenrolle Schleswig-Holstein)
8. ↑  Grube: „In Gold über einem blauen Wellenbalken ein bewurzelter grüner Laubbaum.“ (Kommunale Wappenrolle Schleswig-Holstein)
9. ↑  Heiligenhafen: „In Silber über silbernen und blauen Wellen, in denen vier silberne Fische paarweise übereinander schwimmen, eine durchgehende rote Quadermauer; darauf sechs aneinandergereihte rote Giebelhäuser mit Toren und Uhlenloch, das zweite und fünfte besteckt mit einer roten Fahne, darin ein silbernes Nesselblatt; zwischen den Fahnen ein roter Schild mit silbernem Nesselblatt.“ (Kommunale Wappenrolle Schleswig-Holstein)
10. ↑  Kellenhusen (Ostsee): „Von Blau und Gold schräglinks geteilt. Oben an der Teilung ein silberner im Boot stehender Fischer, unten fächerförmig gestellt je ein grünes Buchen-, Eichen- und Eschenblatt.“ (Kommunale Wappenrolle Schleswig-Holstein)
11. ↑  Malente: „Von Silber und Rot schräg geteilt. Vorn fünf blaue Wellen, hinten ein perspektivisch gezeichnetes, aus der Teilung hervorkommendes schwarzes oberschlächtiges Mühlrad.“ (Kommunale Wappenrolle Schleswig-Holstein)
12. ↑  Neustadt in Holstein: „In Rot ein auf blauen Wellen fahrendes goldenes Boot mit zwei Männern, von denen der eine die Schwurhand mit ausgestreckten Fingern erhebt, der andere das Steuer führt; über dem Boot das silberne holsteinische Nesselblatt.“ (Kommunale Wappenrolle Schleswig-Holstein)
13. ↑  Oldenburg in Holstein: „In Blau ein breiter, zweigeschossiger goldener Zinnenturm mit offenem Tor und einem vierpassförmigen Fenster zwischen zwei Fenstern mit bogenförmigem oberen Abschluss; oben schwebend ein roter Schild mit silbernem Nesselblatt.“ (Kommunale Wappenrolle Schleswig-Holstein)
14. ↑  Ratekau: „Über blauem Schildfuß, darin eine goldene Garbe, in Gold rechts eine grüne Eiche, an der unten ein silberner Stein lehnt, links eine eintürmige silberne Kirche mit roten Dächern; darüber zwei auswärts geneigte schwarze Ähren.“ (Kommunale Wappenrolle Schleswig-Holstein)
15. ↑  Scharbeutz: „Von Silber und Rot sechzehnfach geständert und ein goldener Herzschild, darin ein abgerissener, rotbezungter blauer Bärenkopf.“ (Kommunale Wappenrolle Schleswig-Holstein)
16. ↑  Stockelsdorf: „In Blau ein Bündel von drei goldenen, mit der Spitze nach oben gerichteten Pfeilen, überhöht von drei goldenen sechsstrahligen Sternen.“ (Kommunale Wappenrolle Schleswig-Holstein)
17. ↑  Süsel: „In Blau auf einem mit einem blauen Wellenbalken belegten goldenen Dreiberg ein runder, flachgedeckter silberner Turm, der rechts von einer goldenen Sonne, links von einem zugewendeten goldenen Mond begleitet wird.“ (Kommunale Wappenrolle Schleswig-Holstein)
18. ↑  Timmendorfer Strand: „In Blau ein einmastiges goldenes Segelschiff mit Vor- sowie Hauptsegel und Steuerruder. Im rechten Obereck ein goldenes Seepferdchen.“ (Kommunale Wappenrolle Schleswig-Holstein)
19. ↑  Amt Lensahn: „Von Gold und Blau gespalten. Vorn ein roter Kirchturm, hinten sechs pfahlweise schräg versetzte sechsstrahlige goldene Sterne.“ (Kommunale Wappenrolle Schleswig-Holstein)
20. ↑  Beschendorf: „In Grün unter einer goldenen, auf einem breiteren mittleren und zwei schmaleren seitlichen Pfeilern stehenden Feldsteinbrücke eine goldene Hellebarde mit schwarzem, unten abgebrochenen Schaft und eine grannenlose goldene Ähre.“ (Kommunale Wappenrolle Schleswig-Holstein)
21. ↑  Damlos: „In Silber auf grünem Schildfuß ein grüner Hügel, der mit drei mit den Kronen ineinander gewachsenen grünen Eichen bestanden ist. Im Schildfuß ein in den Hügel ragender goldener Schild mit zwei roten Balken.“ (Kommunale Wappenrolle Schleswig-Holstein)
22. ↑  Harmsdorf: „Von Silber und Blau geteilt. Oben das rote Flügelkreuz einer Windmühle, unten ein sechsstrahliger goldener Stern, begleitet von drei gleichartigen, kleineren Sternen in der Stellung 2 : 1.“ (Kommunale Wappenrolle Schleswig-Holstein)
23. ↑  Kabelhorst: „In Gold ein schräglinker grüner Wellenbalken, begleitet oben von einem schwarzen Keilerkopf mit roter Zunge und silbernen Hauern, unten von einem grünen Kirschzweig mit drei Blättern und drei roten Früchten.“ (Kommunale Wappenrolle Schleswig-Holstein)
24. ↑  Lensahn: „Geteilt und halb gespalten. Oben in Blau ein goldenes Damwildgeweih auf dem Schädelknochen, unten rechts in Rot eine goldene Ähre, links die beiden Oldenburger Balken rot in Gold.“ (Kommunale Wappenrolle Schleswig-Holstein)
25. ↑  Manhagen: „Unter goldenem Schildhaupt, darin fünf fünfstrahlige blaue Sterne, der mittlere größer, in Rot eine schräglinks gestellte goldene Damwildschaufel, begleitet von zwei schräglinks gestellten silbernen Buchenblättern.“ (Kommunale Wappenrolle Schleswig-Holstein)
26. ↑  Riepsdorf: „Von Gold und Blau gespalten, darauf eine Kornblume in verwechselten Farben begleitet oben rechts von zwei untereinander stehenden verstutzten blauen Wellenbalken und oben links von einem goldenen senkrecht und waagerecht geteilten Ankerkreuz.“ (Kommunale Wappenrolle Schleswig-Holstein)
27. ↑  Göhl „Über einem Wellenschildfuß mit Wellental, bestehend aus einem breiten grünen, einem schmalen silbernen und einem breiten blauen Wellenband, in Gold ein aufrechtes grünes Erikabüschel aus drei Zweigen, der linke und rechte Zweig besetzt mit je sechs symmetrisch angeordneten geschlossenen und der Mittelzweig mit sechs offenen und vier geschlossenen roten Blüten.“ (Kommunale Wappenrolle Schleswig-Holstein)
28. ↑  Gremersdorf „Von Grün und Blau durch einen schmalen silbernen Wellenbalken gesenkt geteilt. Oben eine silberne Rundscheune, links und rechts begleitet von je einer goldenen Getreideähre, unten ein silberner Fisch.“ (Kommunale Wappenrolle Schleswig-Holstein)
29. ↑  Großenbrode: „In Blau unter einem silbernen holsteinischen Nesselblatt zwei kreuzweise gestellte goldene Dreschflegel, bewinkelt von drei sechsstrahligen goldenen Sternen.“ (Kommunale Wappenrolle Schleswig-Holstein)
30. ↑  Heringsdorf: „Von Blau und Gold im Wellenschnitt erhöht geteilt. Oben ein silberner Hering, unten ein abgebrochener roter Kreuzstab.“ (Kommunale Wappenrolle Schleswig-Holstein)
31. ↑  Neukirchen: „Über blauem Wellenschildfuß, darin zwei auswärts geneigte goldene Weizenähren, in Silber eine rote Kirche mit Kirchturm zwischen zwei grünen Lindenbäumen.“ (Kommunale Wappenrolle Schleswig-Holstein)
32. ↑  Wangels: „Geviert. 1 in Rot das silberne holsteinische Nesselblatt, 2 in Silber drei blaue Wellenbalken, 3 in Silber eine grüne Damwildschaufel, 4 in Rot eine schräglinks gestellte goldene Ähre.“ (Kommunale Wappenrolle Schleswig-Holstein)
33. ↑  Amt Ostholstein-Mitte: „In Blau ein mit dem Doppelbart nach oben weisender schräglinker goldener Schlüssel.“ (Kommunale Wappenrolle Schleswig-Holstein)
34. ↑  Altenkrempe: „In Silber die rote, schwarz bedachte Altenkremper Kirche, von Südwesten gesehen. Im Schildfuß ein blauer Wellenbalken, im linken Obereck eine blaue Kornblumenblüte.“ (Kommunale Wappenrolle Schleswig-Holstein)
35. ↑  Kasseedorf: „Durch fünf schräglinke, abwechselnd silberne und blaue Wellenfäden von Rot und Grün geteilt. Oben ein die Wellen mit Teilen des Wurzelwerks und der Blätter überdeckender goldener Eichbaum, unten eine schräg gestellte, mit der Schneide auswärts weisende goldene Hacke.“ (Kommunale Wappenrolle Schleswig-Holstein)
36. ↑  Schashagen: „In Blau eine goldene Windmühle über einer silbernen Lilie im Schildfuß.“ (Kommunale Wappenrolle Schleswig-Holstein)
37. ↑  Schönwalde am Bungsberg: „Über grünem, mit einem goldenen Kleeblattkreuz belegtem Dreiberg in Silber ein grüner, aus vier Blättern und zwei Früchten symmetrisch angeordneter Eichenzweig, dessen obere Blätter eine rote Rose mit goldenem Butzen und grünen Kelchblättern einschließen.“ (Kommunale Wappenrolle Schleswig-Holstein)
38. ↑  Sierksdorf: „In Blau eine goldene, aus acht Ähren bestehende Garbe zwischen einer silbernen fliegenden Möwe oben und einem silbernen Fisch unten.“ (Kommunale Wappenrolle Schleswig-Holstein)
39. ↑  Bosau: „Gespalten. Vorn in Blau ein liegender silberner stilisierter Adlerkopf am Spalt mit dem Schnabel nach oben, hinten in Rot ein aufgerichteter goldener Löwe.“ (Kommunale Wappenrolle Schleswig-Holstein)
40. ↑  Amt Neustadt-Land: „In Blau zwei schräggekreuzte goldene Schlüssel mit den abgewendeten Bärten oben, an der Kreuzungsstelle überdeckt mit einem aufrechten doppelbärtigen goldenen Schlüssel.“ (Kommunale Wappenrolle Schleswig-Holstein)